# Wrinkled Fred
Wrinkled Fred – polska grupa muzyczna wykonująca muzykę z pogranicza rocka i nu metalu. Powstała w Warszawie w 1995 roku.
15 maja 2003 roku zespół wydał debiutancki album zatytułowany Crack y Rocc. Debiut uzyskał nominację do nagrody polskiego przemysłu fonograficznego Fryderyka w kategorii album roku heavy metal. Zespół grał w roli supportu przed koncertem grupy Marilyna Mansona 10 czerwca 2003 roku w Poznaniu.
Grupa rozpadła się w połowie 2009 roku pozostawiając po sobie kilka wcześniej nie publikowanych utworów w wersjach demo.

## Muzycy
Ostatni znany skład
- Arek "B-Arek" Kępka – śpiew
- Artur "Art" Kempa – gitara elektryczna, śpiew wspierający
- Tomek "TMK" Zielski – gitara elektryczna, śpiew wspierający
- Przemek "MC Crack" Pisarski – gitara basowa, śpiew wspierający
- Mariusz "Levy" Lewandowski – perkusja

Byli członkowie
- Piotrek "Tygrys" Jakubczyk – gitara elektryczna
- Marcin "Marchewa" Mackiewicz – gitara elektryczna
- Krzysztof "Faza" Wiszniewski – gitara elektryczna
- Paweł Walkiewicz – gitara elektryczna
- Sebastian Wójcik – gitara elektryczna

## Dyskografia
Albumy
- Crack y Rocc (2003, Nu Energy, Universal Music Polska)
- Watch Them Drop Like Flies (2006, Jadę Na Zielonym Koniu Projekt, Rockers Publishing)

Minialbumy
- Sociological Plane Of Wrinklin' Research (1999)

Dema
- Don't Get Wrinkled (1997)
- Cactus Up Your Pupa Hole (1998)
- 8 Songs (2009)